# Jan z Holešova
Jan z Holešova (latinsky Joannes de Hollessow) (1366? Holešov – 27. prosince 1436 Rajhrad) byl učený benediktinský mnich, teolog a spisovatel, autor komentáře k písni Hospodine, pomiluj ny (a současně autor nejstaršího dochovaného zápisu této písně), pojednání O sedmi štědrovečerních zvycích a možná několika dalších spisů.

## Život a vzdělání
O životě Jana z Holešova není mnoho známo, přičemž nelze ani vyloučit, že některé útržkovité informace z období před Janovým vstupem do řádu benediktinů se ve skutečnosti týkají jiné osoby podobného jména. Pravděpodobně byl mladším synem biskupského leníka Ullmana z Holešova, který spravoval holešovské panství. Snad působil jako farář ve Slušovicích a studoval na pražské univerzitě, na jejíž právnické fakultě roku 1386 obdržel titul bakalář. Vstoupil do benediktinského kláštera v Břevnově a byl mezi mnichy, které břevnovský opat Dionysius II. (Diviš II.) poslal studovat teologii do Paříže. Osvícenský historik František Martin Pelcl v roce 1782 ve Slovníku českých a moravských učenců a umělců napsal, že Jan z Holešova byl v delegaci českých teologů, kteří u Kostnického koncilu svědčili proti Janu Husovi, toto tvrzení však zřejmě nemá oporu v dobových pramenech. Po vyplenění břevnovského kláštera husity v roce 1420 odešel do kláštera v Rajhradě, kde posléze působil jako převor a kde také v roce 1436 zemřel.

## Dílo

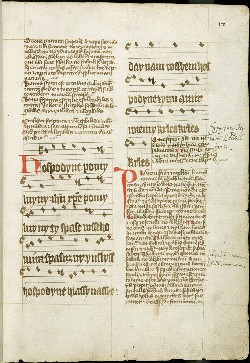
Traktát Jana z Holešova o písni "Hospodine, pomiluj ny". (Opis ze 14. století.) NK ČR, III.D.17

Janovi z Holešova jsou připisována zejména tři latinsky psaná teologická díla, přičemž ani u jednoho z nich není jeho autorství zcela bez pochybností:
- Výklad písně Hospodine, pomiluj ny (latinsky Expositio cantici sancti Adalberti) – traktát, podle explicitu dokončený 13. 6. 1397, obsahuje notaci a text duchovní písně Hospodine, pomiluj ny, za jejíhož autora byl tehdy pokládán Svatý Vojtěch, doplněné obsáhlým scholastickým rozborem. Autor výkladu se snaží osvětlit význam jednotlivých částí hymnu, jehož staročeské a staroslověnské výrazy již nebyly na konci 14. století většině Čechů srozumitelné. V úvodu pozdějšího spisu Largum sero je zmínka o používání tohoto komentáře při kázáních.
- O sedmi štědrovečerních zvycích (latinsky Largum sero vel Septem conswetudines populares) – traktát vzniklý snad mezi léty 1397 a 1405 (uvádí se též 1426) jako vánoční dárek pro Přibyslava, faráře v Lysé. Autor spisu podrobně popsal sedm nejběžnějších lidových tradic spojených se Štědrým večerem, konkrétně půst, pohoštění a almužna, vzájemné obdarování, bílé pečivo v podobě klínu či pletence (vánočka), krájení ovoce, chození na koledu, kladení slámy na podlahu. Zajímavostí spisu je, že autor lidové zvyky povýšeně nekritizuje, na rozdíl od jiných církevních autorů té doby, ale pomocí odkazů na náboženskou literaturu se je snaží uvést do souladu s oficiálním učením církve, i když je si vědom toho, že některé popisované zvyky mají pohanský původ a někteří lidé je provádí ne proto, aby oslavili narození Krista, ale z důvodů, které jim "našeptává ďábel".
- Zda je možno věřit v papeže (latinsky An credi possit in papam) – polemický spis je reakcí na Husův, před rokem 1412 sepsaný traktát, v němž na otázku, zda je možno věřit v papeže, Hus odpovídá odmítavě a vyvozuje, že člověk může věřit pouze v boha. Autor spisu An credi possit in papam naopak argumentuje křesťanským krédem, v němž se mimo jiné praví "věřím v církev svatou", a věřit v církev podle něj znamená také věřit v papeže, který stojí v jejím čele, i kdyby jako člověk chyboval.[3][2]

Autorství dalších středověkých spisů je sporné a kontroverzní. Katolický historik Josef Pekař připisoval Janovi z Holešova autorství spisu Orthographia Bohemica a protestantský historik F. M. Bartoš mu zase připisoval autorství Postily, tedy děl tradičně připisovaných Janu Husovi či jiným reformě naladěným učencům na pražské univerzitě. Osvícenský historik F. M. Pelcl mu připisoval autorství mariánských kázání Sermones de laudibus B. V. Mariae, jejichž text se však nedochoval a autorství tedy nelze nijak ověřit. Rajhradský archivář Alexius Habrich přisoudil Janu z Holešova spis Dialogus inter conscientiam dubiam et rationem, dílo zabývající se problematikou eucharistie, za jehož autora je v současnosti pokládán Matouš z Krakova. Historikové František Martin Pelcl, Beda Dudík a Christian d’Elvert všichni předpokládali, že Jan z Holešova sepsal kroniku benediktinského kláštera, která se však nedochovala. Je možné a pravděpodobné, že Jan z Holešova sepsal daleko více odborných teologických spisů, avšak většina z nich byla zřejmě zničena při vydrancování břevnovského kláštera husity roku 1420 a zachovala se jen taková díla, která byla nejčastěji opisována.